# Heideblick
Heideblick is een gemeente in de Duitse deelstaat Brandenburg, en maakt deel uit van het Landkreis Dahme-Spreewald.
Heideblick telt 3.543 inwoners.

## Geboren
- Kurt Zeitzler (1895-1963), generaal